# Les Désastres de la guerre (Louvre-Lens)
Pour les articles homonymes, voir Les Désastres de la guerre (homonymie).
Les Désastres de la guerre est une exposition temporaire qui a lieu du 28 mai 2014 au 6 octobre 2014 dans la Galerie des expositions temporaires du Louvre-Lens, en France. Elle est consacrée aux différentes guerres survenues entre 1800 et 2014, et fait partie des commémorations du centenaire de la Première Guerre mondiale.
Elle succède à l'exposition Les Étrusques et la Méditerranée et précède Des animaux et des pharaons.

## Description
Désastres de la guerre prend place dans la Galerie des expositions temporaires du Louvre-Lens du 28 mai au 6 octobre 2014. Elle succède à l'exposition Les Étrusques et la Méditerranée qui a eu lieu du 5 décembre 2013 au 10 mars 2014, et précède Des animaux et des pharaons.

### Commissariat scientifique
Le commissariat général est assuré par Laurence Bertrand Dorléac, qui est historienne de l'art et professeure à Sciences-Po, le commissariat de l'art contemporain est assuré par Marie-Laure Bernadac, conservatrice générale du patrimoine, par Dominique de Font-Réaulx, conservatrice en chef du patrimoine et directrice du Musée national Eugène Delacroix, pour la photographie. Thibaut Boulvain, chargé d'études et de recherche à l'Institut national d'histoire de l'art, apporte sa collaboration.

### Organisation de l'espace
La scénographie a été réalisée par Cécile Degos.

### Prêteurs
En dehors des collections particulières, on dénombre 81 prêteurs.

## Fréquentation
En quatre mois et une semaine d'ouverture au public, l'exposition n'a accueilli que 82 000 visiteurs. Il s'agit de la moins bonne fréquentation depuis l'ouverture du musée : Renaissance a d'après La Voix du Nord accueilli environ 151 000 visiteurs, L'Europe de Rubens 125 000 et Les Étrusques et la Méditerranée 98 000. Xavier Dectot, directeur du Louvre-Lens, est « partagé » : les critiques nationales et internationales étaient élogieuses, mais la fréquentation de l'exposition a été faible. Il explique ce chiffre par un ensemble de facteurs : des « expositions sur la guerre [qui] ne fonctionnent pas », une médiatisation sur le centenaire de la guerre qui a mis en exergue d'autres évènements, un public qui en a marre des commémorations. Il note toutefois que les scolaires ont constitué une grosse affluence depuis la rentrée de septembre. Enfin, il en conclut « qu'il n'y a pas de recettes miracles pour faire d'une exposition un succès ou un échec mais qu'à chaque fois, il faut oser, tenter des choses ». Le directeur précise également qu'au soir du 5 octobre, le musée avait accueilli 1 359 916 visiteurs.

## Liste des œuvres
Plus de 500 œuvres sont présentées.